# Hersztupowo
Hersztupowo – wieś w Polsce położona w województwie wielkopolskim, w powiecie leszczyńskim, w gminie Krzemieniewo.
| SIMC    | Nazwa  | Rodzaj    |
| ------- | ------ | --------- |
| 0372316 | Wygoda | część wsi |

W latach 1975−1998 miejscowość administracyjnie należała do województwa leszczyńskiego.